# Объединённый мемориальный музей-заповедник Ю. А. Гагарина
Объединённый мемориальный музей-заповедник Ю. А. Гагарина — федеральный музей-заповедник в городе Гагарин и селе Клушино Смоленской области, связанных с рождением и жизнью первого космонавта Юрия Гагарина.
В структуре музея :
- Мемориальный музей Ю. А. Гагарина в Клушине (детские годы космонавта), интерьер дома соответствует типичному крестьянскому жилищу 1930-х годов
- Дом-музей школьных лет Ю. А. Гагарина (1945—1949)
- Дом-музей родителей Ю. А. Гагарина — подарок правительством РСФСР родителям первого космонавта (1961).
- Дом космонавтов (1983) — историко-биографическая выставка «Слово о сыне» и детский музей «Игры Юрия Гагарина»
- Музей Первого полёта (2011) — в экспозиции космическая техника первых лет пилотируемой космонавтики,
- Историко-краеведческий музей с разделами по истории гжатской земли с древнейших до наших времён.
- Художественная галерея — выставка произведений искусства на космическую тематику.
- Интерактивная экспозиция «Изба-чайная», в которой экскурсии сочетаются с чаепитиями, непосредственном знакомством с русской крестьянской кухней. Проводятся интерактивные занятия по фольклорным программам.
- (с 2022 года) обособленный филиал — Парк покорителей космоса на месте приземления Гагарина близ города Энгельс.

## История
Открыт в 1988 году. В организации музея деятельное участие принимала мама Юрия Алексеевича — Анна Тимофеевна

## Экспозиция
В экспозиции музея бушлат и ремень Ю. А. Гагарина — ученика Люберецкого ремесленного училища, тренировочный скафандр СК- 1 Ю. А. Гагарина, выполненный в 1981 году учащимися СПТУ № 42 г. Свердловска из уральских самоцветов портрет Ю. А. Гагарина, рабочий стол из первого рабочего кабинета академика С. П. Королёва, пульт управления космической ракетой В 347, Регенерационная установка для обеспечения жизнедеятельности собакам Белке и Стрелке во время полёта в космос, стационарная барокамера СБК—48, автомобиль «Волга» ГАЗ- 21 Ю. А. Гагарина

## Галерея

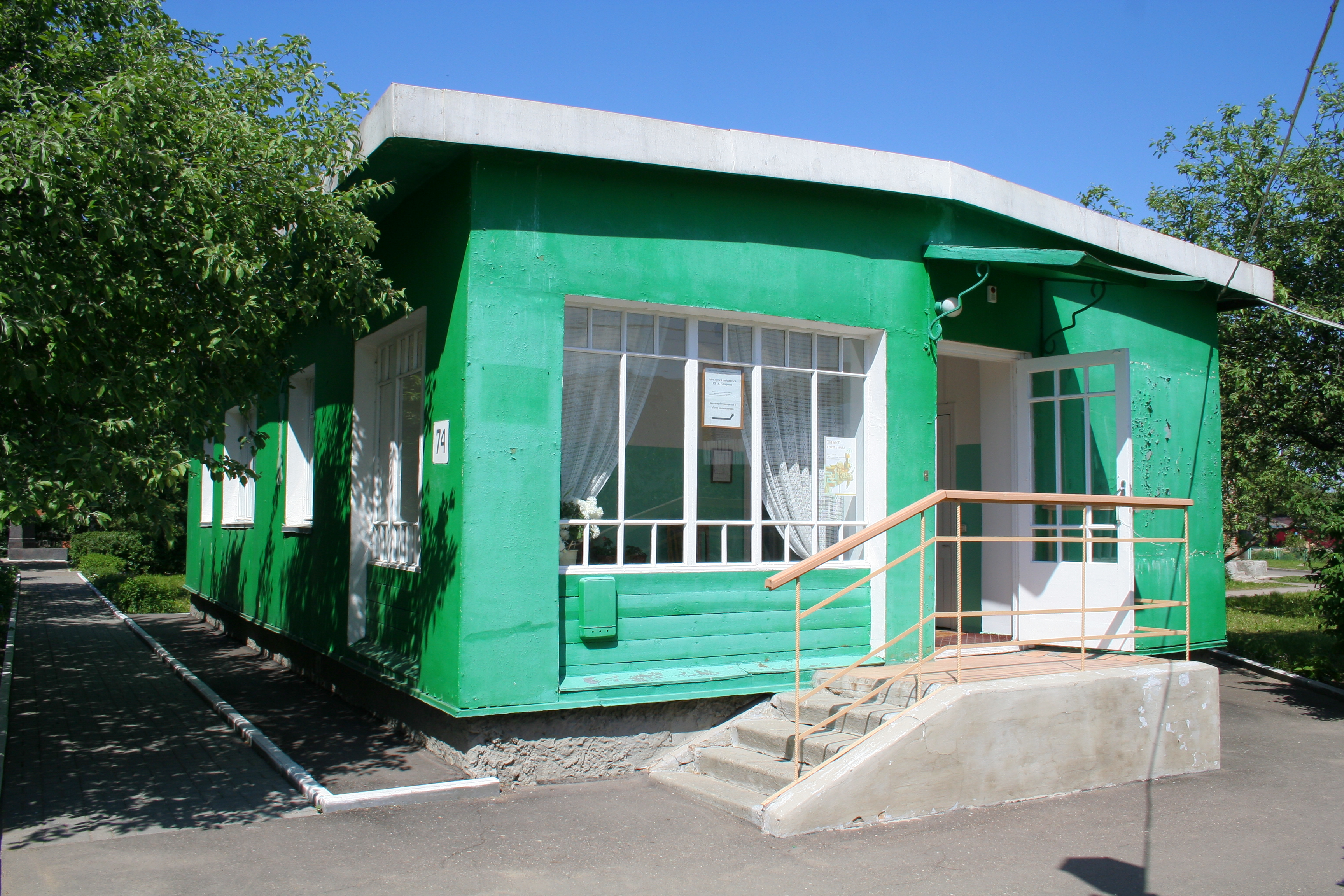
Бывший дом родителей Гагарина
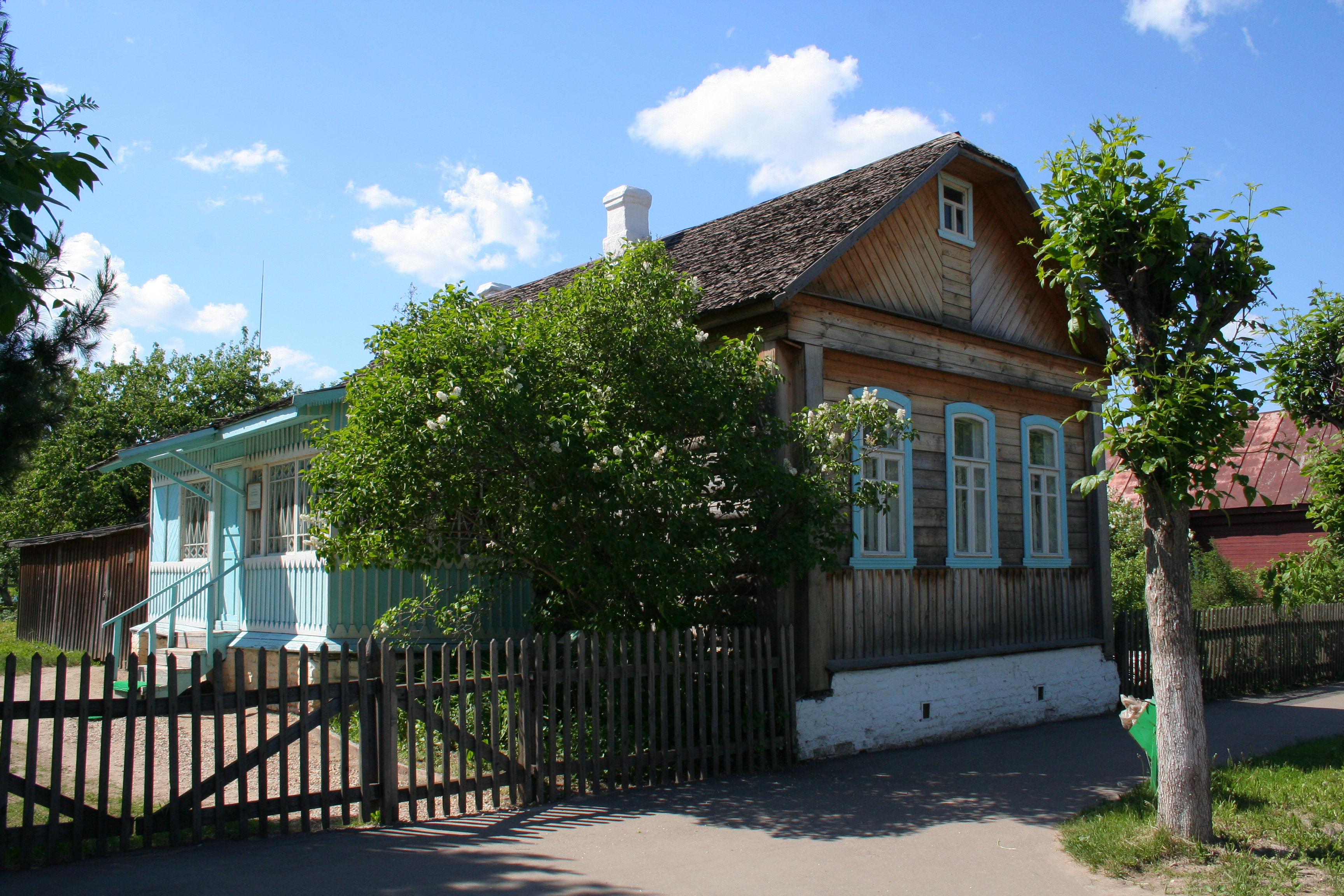
Дом-музей школьных лет Гагарина
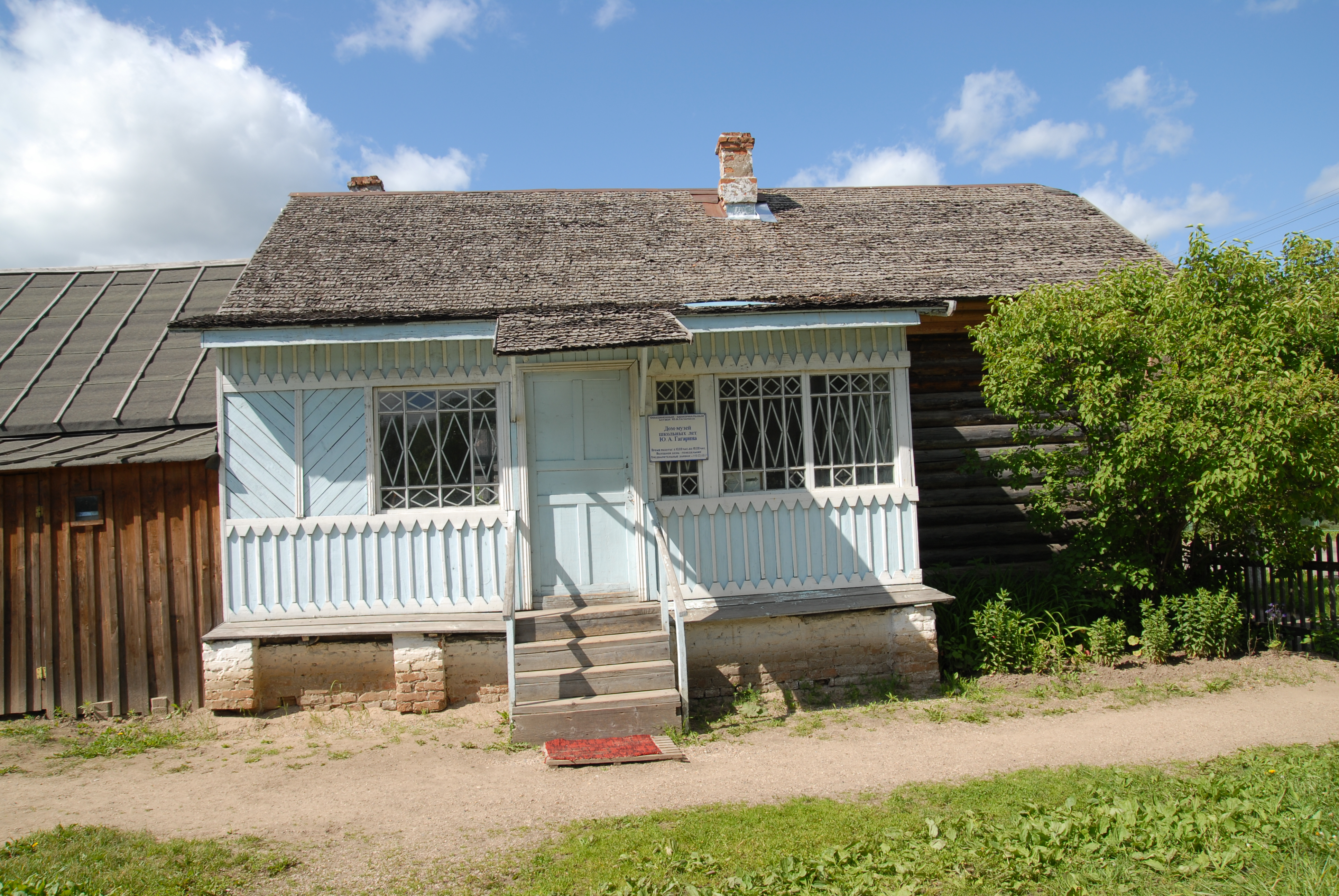
Дом-музей школьных лет Гагарина
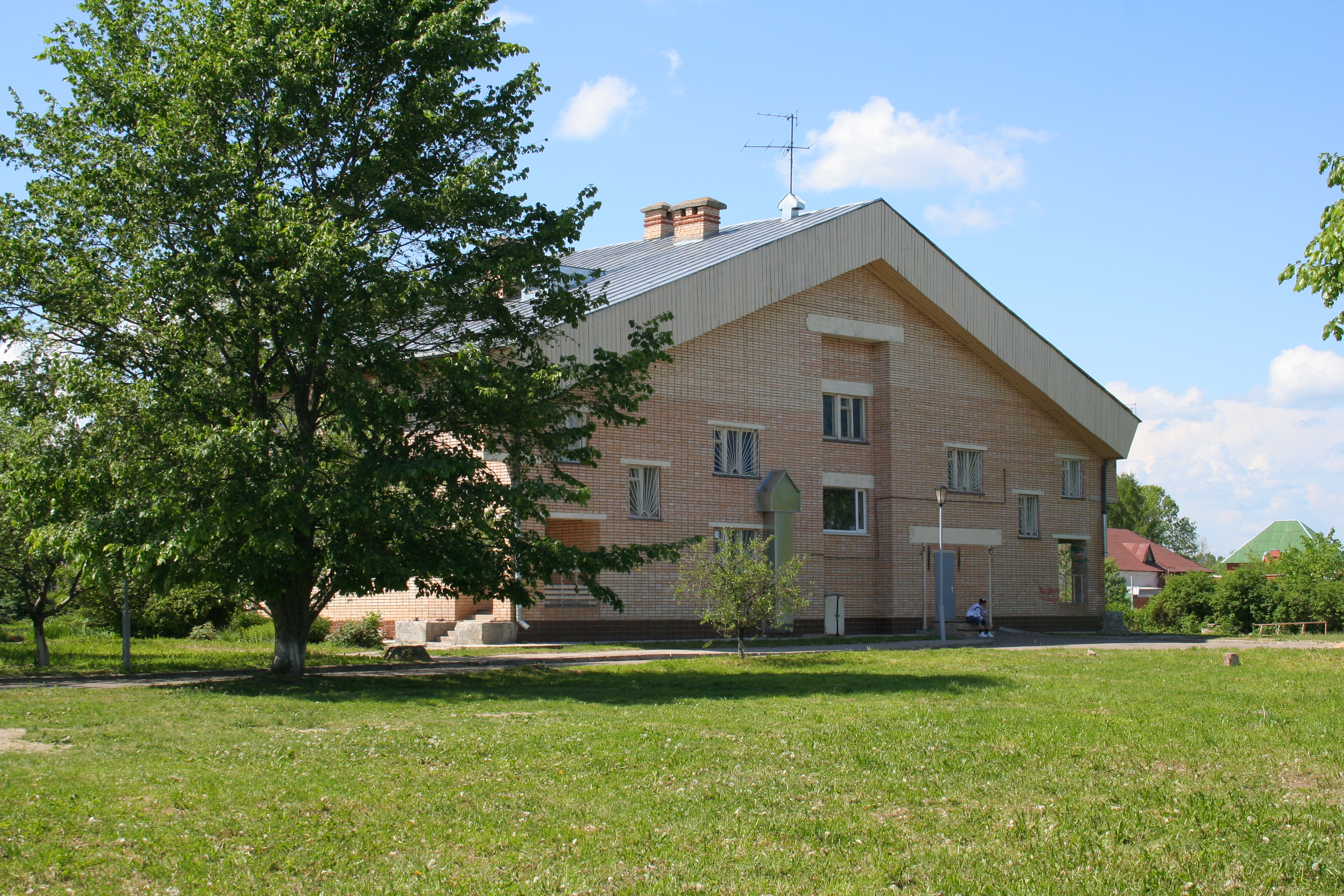
Дом космонавтов